# Lernanthropus microlamini
Lernanthropus microlamini is een eenoogkreeftjessoort uit de familie van de Lernanthropidae. De wetenschappelijke naam van de soort is voor het eerst geldig gepubliceerd in 1968 door Hewitt.